# Medinilla angusto-acuminata
Medinilla angusto-acuminata är en tvåhjärtbladig växtart som beskrevs av Reinier Cornelis Bakhuizen van den Brink. Medinilla angusto-acuminata ingår i släktet Medinilla och familjen Melastomataceae. Inga underarter finns listade i Catalogue of Life.